# Yoshijiro Umezu
Yoshijiro Umezu (japanska: 梅津 美治郎?, Umezu Yoshijirō), född 4 januari 1882, död 8 januari 1949 var en japansk general under andra världskriget. Han undertecknade dokumenten om Japans kapitulation.